# Cerveteri és Tarquinia etruszk nekropoliszai

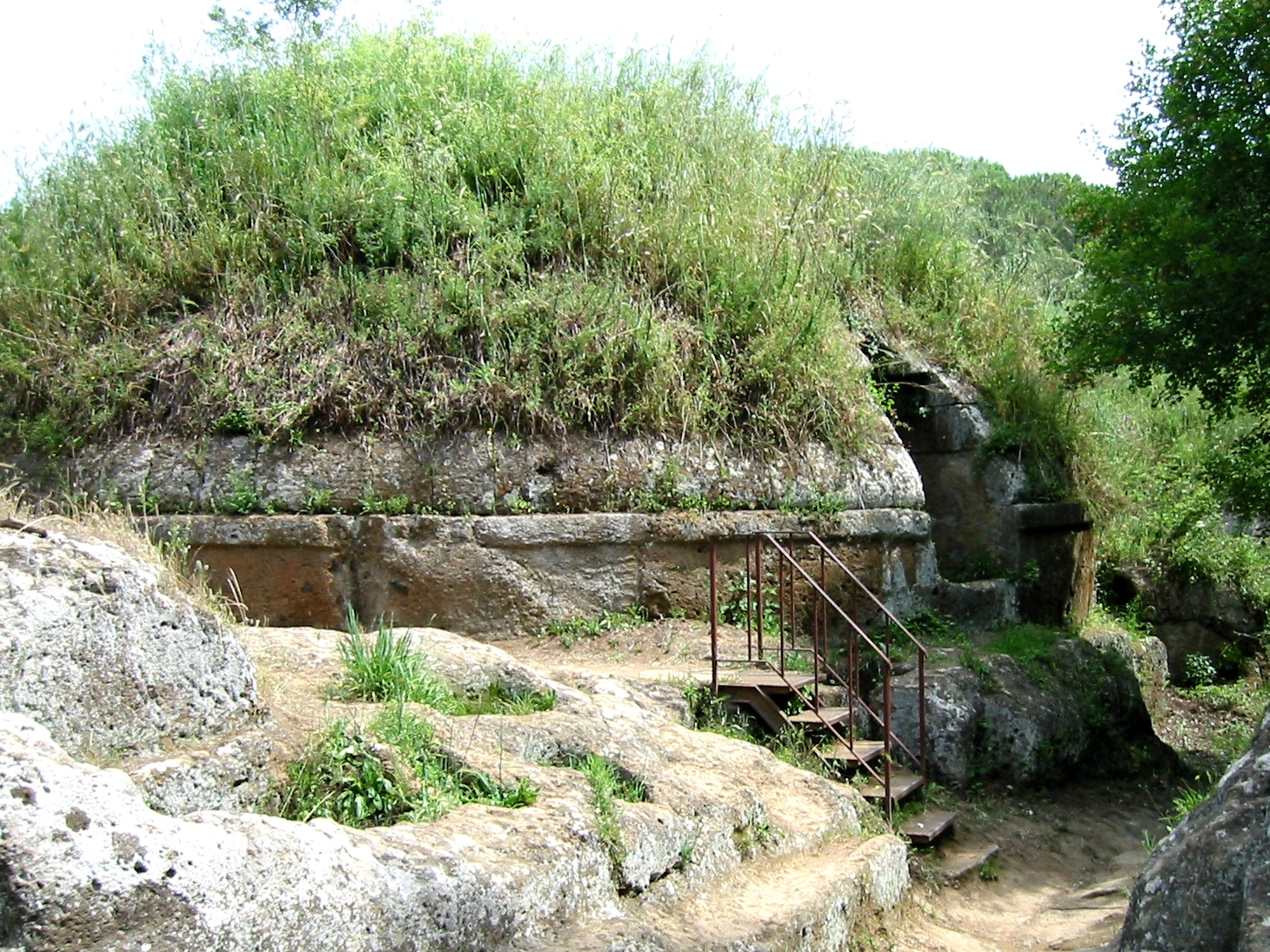
Halomsír

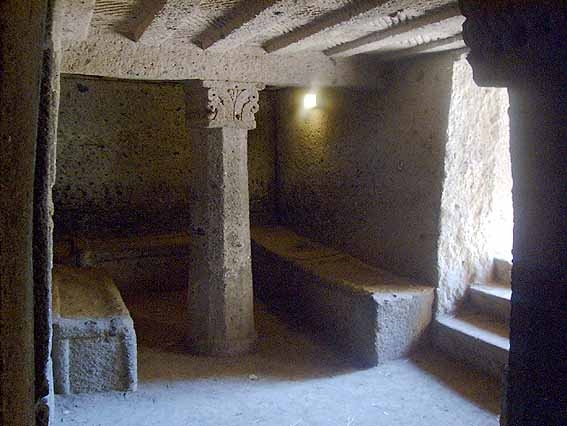
Sírkamra, Tomba Dei Capitelli – Cerveteri

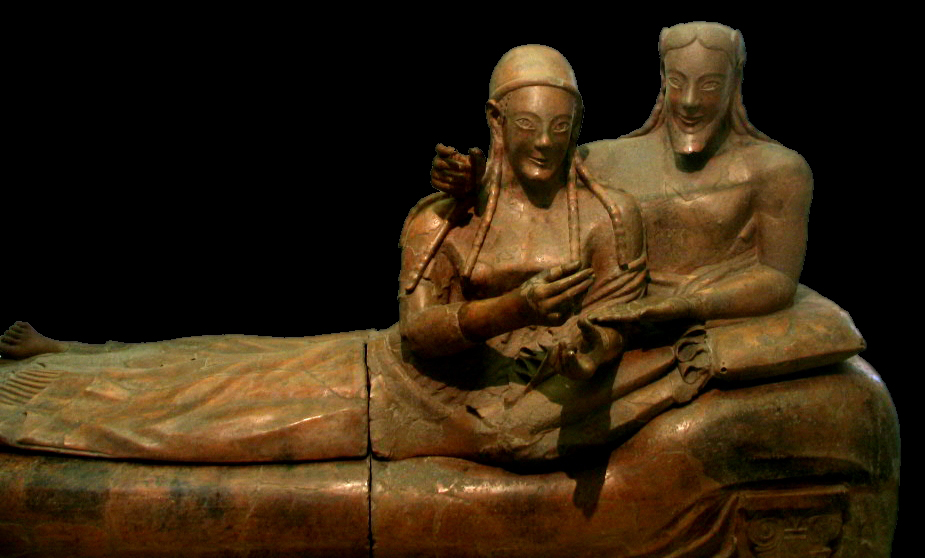
Egyszerű, elegáns vonalak jellemzik a Házaspár szarkofágja elnevezésű műalkotást. Banditaccia, a 6. század vége; Nemzeti Etruszk Múzeum – Villa Giulia, Róma

Cerveteri és Tarquinia etruszk nekropoliszai kizárólagosan ránk maradt emlékek az etruszk lakóépítészetből és díszítőművészetből. A közel 1000 feltárt halomsír 2004 óta az UNESCO kulturális világörökségének része. Cerveteri nekropolisza, a Necropoli della Banditaccia és a mai Tarquiniától 5 kilométerre délkeletre fekvő Monterozzi-nekropolisz az „etruszk kultúra egyedülálló emlékegyüttesét őrzi. A sírok valóságos várost alkotnak… Számos síremléken megdöbbentő művészi kvalitású festések láthatók, másokon hasonlóan finom domborművek. A síremlékek formagazdasága lenyűgöző.”

## Cerveteri –Necropoli della Banditaccia

### A holtak városa
Az ősi etruszk városállam, Caere jóval kiterjedtebb volt a helyén épült mai Cerveterinél, de még ennél is meglepőbb a város körüli nekropoliszok által elfoglalt terület nagysága: 800 hektár. A legismertebb a 80 hektáros Banditaccia, amelyből eddig 10 hektárnyit tártak fel, és amely a monumentális, föld alatti sírjairól és a különleges városszerkezetéről vált híressé. Az elnevezése a bando, azaz „rendelet” szóból ered, ami arra utal, hogy a középkorban az egyház rendeletben tiltotta el a híveket a nekropolisz látogatásától. A Banditacciában, ahová az i. e. 7. és 6. század között temetkeztek, sok olyan sír látható, amely a városlakók gazdagságáról tanúskodik.
A szegényes vaskori gödrök, árkok helyett az etruszkok az i. e. 7. századtól tufába vájt, kerek halomsírokat emeltek. Bár a legkorábbi sírok szerény méretűek voltak, ám már ekkor is azzal a szándékkal építették azokat, hogy rekonstruálják az élők házainak beosztását és berendezését. A bejárattól egy folyosó (dromosz) vezet egy négyszögletes alaprajzú, kővel burkolt szobába, amely két részből áll, az átriumból és a sírkamrából; ezek az elhunyt házának előszobáját és hálószobáját szimbolizálják. Ebből a kezdeti időszakból származik az ún. Kunyhó-sír, a Festett oroszlánok sírja és a Hajós sír.

### Gazdagok és szegények
Az i. e. 7. század második felében a föld alatti sírok oldalfülkékkel gazdagodtak, az átrium általában kör alakúvá vált, és a sírkamrához előcsarnok csatlakozott. A század végén a nekropolisz már egy valódi utcákkal, terekkel, útkereszteződésekkel tagolt városra emlékeztet. A sírhalmok impozáns méretűvé váltak, az átmérőjük néhol a 30 métert is eléri; kövekből rakott gyűrűvel vannak körülvéve, és a belsejükben több nagyobb sírkamra van. A halottak mellé helyezett tárgyak – arany ékszerek, import kerámiák – jól mutatják, milyen fényűző életet élt a helyi arisztokrácia. Az élők városának jellegzetességeit idézik az építészeti és díszítőelemek (domborművek, falfestmények), valamint a berendezési tárgyak is. A sziklákból kifaragott temetési ágyak, amelyeken mindig van párna, szimbólumokkal díszítettek. Az etruszk szobrászat ekkori alkotásait rendkívül egyszerű és kivételesen elegáns vonalvezetés jellemzi. Jól példázza ezt a Pajzsok és székek sírboltja, az Öt szék sírboltja, továbbá az Ágyak és szarkofágok sírboltja.
„A caerei nekropoliszból származik két, i. e. 530 táján készült, különösen jelentős terrakotta szarkofág; az egyiket a római Villa Giuliában, a másikat a párizsi Louvre-ban őrzik. Mindkettő ión stílusú klinét, kerevetet formáz, és a halotti ágyakon egy-egy házaspár ábrázolása látható… Az alakokat fekvő helyzetben ábrázolták, de még gyakoribb volt az a félkönyökre támaszkodó, félig ülő testtartás, ahogyan az ókoriak étkeztek. A korai szarkofágok égetett agyagból készültek; később legáltalánosabb anyaguk a faragott kő volt.”
Az i. e. 6. századot erőteljes hellenizálódás jellemezte, aminek következtében az arisztokrácia halomsírjai mellett megjelentek a polgárság életmódját kifejező, egyszerűbb sírok: az Oszlopfős sírbolt, a Kis ház sírboltja, a Párkányos sír stb. Ezek négyszögletes „kockasírok”, amelyek egymásra merőleges utcák mentén sorakoznak tufába vájt homlokzatukkal; vagy „csapóajtós” sírok, amelyekben az előcsarnok mennyezetén egy elmozdítható kőlappal lezárt nyílás van.
Az i. e. 5. század végén, a 4. század elején a gazdasági válság miatt a sírok is visszafogottabbak lettek, de ebben az időszakban is épültek monumentális temetkezőhelyek, például a Domborműves sír, a Görög vázák sírboltja, az Alkóvos és a Tricliniumos sír. Ekkorra a nekropolisz valóságos várossá vált, több mint két kilométeres főúttal és sok mellékutcával. Hely hiányában „sorházszerűen” kezdték építeni a sírokat, a szegényebb családoknak pedig ismét be kellett érniük a gödrökbe és árkokba való temetkezéssel.

### A Domborműves sír
A Domborműves sír vagy Szép sír (i. e. 4. század közepe) egy etruszk nemesi ház tökéletes utánzata. A sírban elhelyezett nagy mennyiségű tárgy és bútordarab révén megtudható, hogyan zajlott az élet a Matuna család otthonában. A sírbolt egyetlen, négyszögletes helyiségből áll, két, oszlopfős pilaszterrel és ferde tetővel. A falak mentén kiképzett párkányokon – alacsony fülkékben és 13 loculusban – 32 halotti ágyat alakítottak ki, mindegyiken két-két párna van. A középső fülke kétszemélyes: ez a családfőé és a feleségéé, akiknek a mellszobrát az oldalsó pilasztereken láthatjuk. Elöl két túlvilági démon, Tüphón és Kerberosz alakja tűnik föl. Az ágy lábánál álló zsámolyon egy pár papucs hever. A falakat mindenhol festett stukkódíszek borítják, amelyek a felső részen pajzsokat, sisakokat, lábvérteket, kardokat lándzsákat, nyilakat, harci- és vadászfegyvereket ábrázolnak. A pilasztereken, amelyek lábánál egy macska, egy lúd és egy nyest megjelenítése látható, használati eszközök sorakoznak: konyhai edények, kötelek, egy parittya, egy csákány, hangszerek, egy társasjáték táblája és bábui stb. Ez a különlegesen gazdag leletegyüttes jól érzékelteti az etruszk civilizáció fejlettségét.
Cerveteri nekropoliszának leletei a római Nemzeti Etruszk Múzeumban és Cerveteriben, a Régészeti Múzeumban láthatók.

## Tarquinia –Monterozzi-nekropolisz

### Az etruszk festészet emlékei

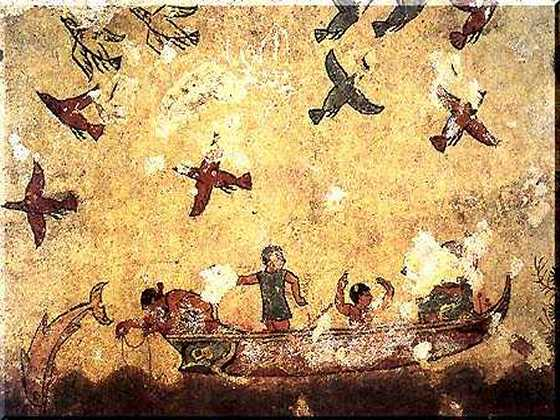
Halászjelenet – festményrészlet a Halászat és vadászat síremlékéből

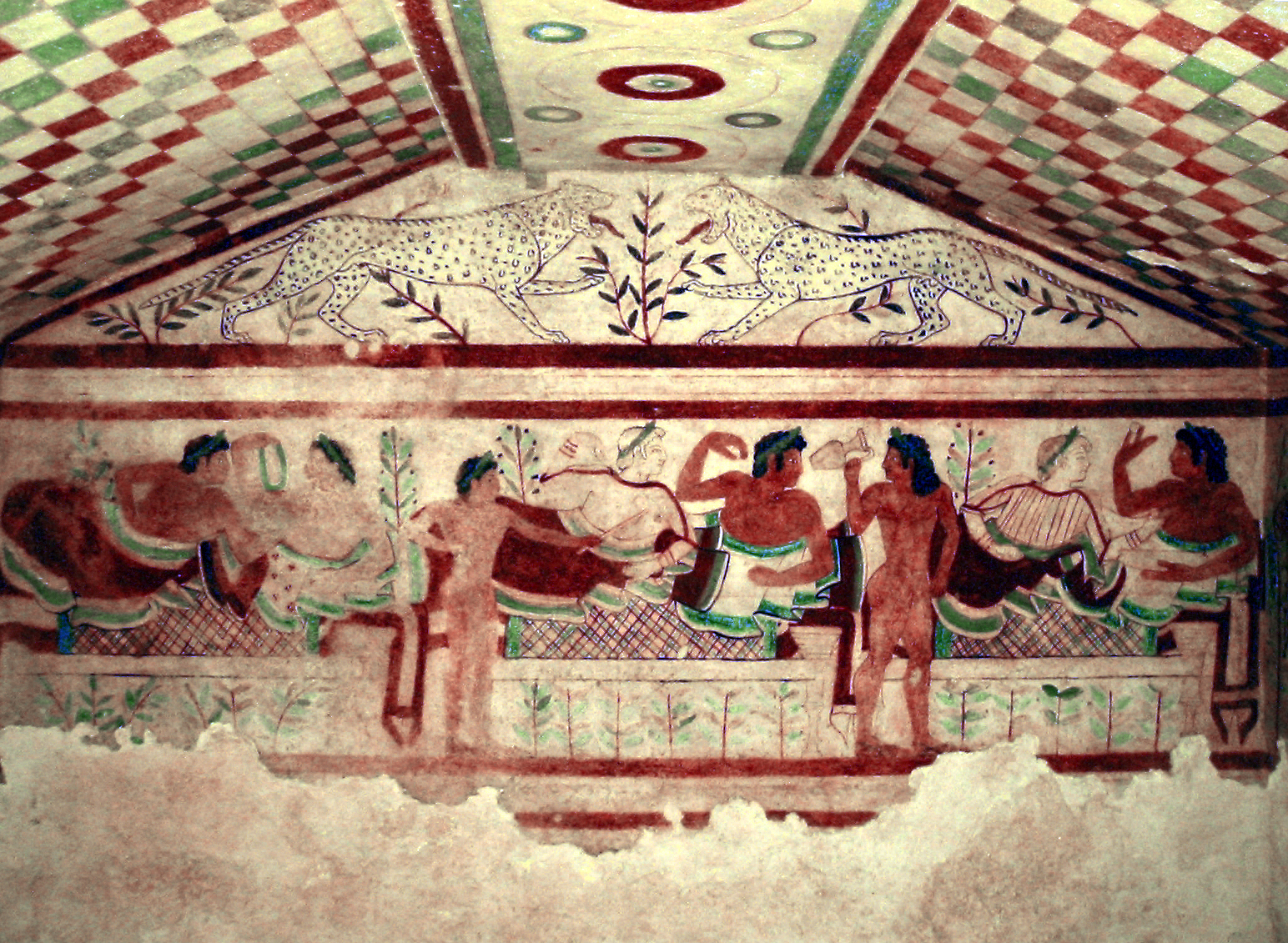
Tarquinia – Leopárdos síremlék

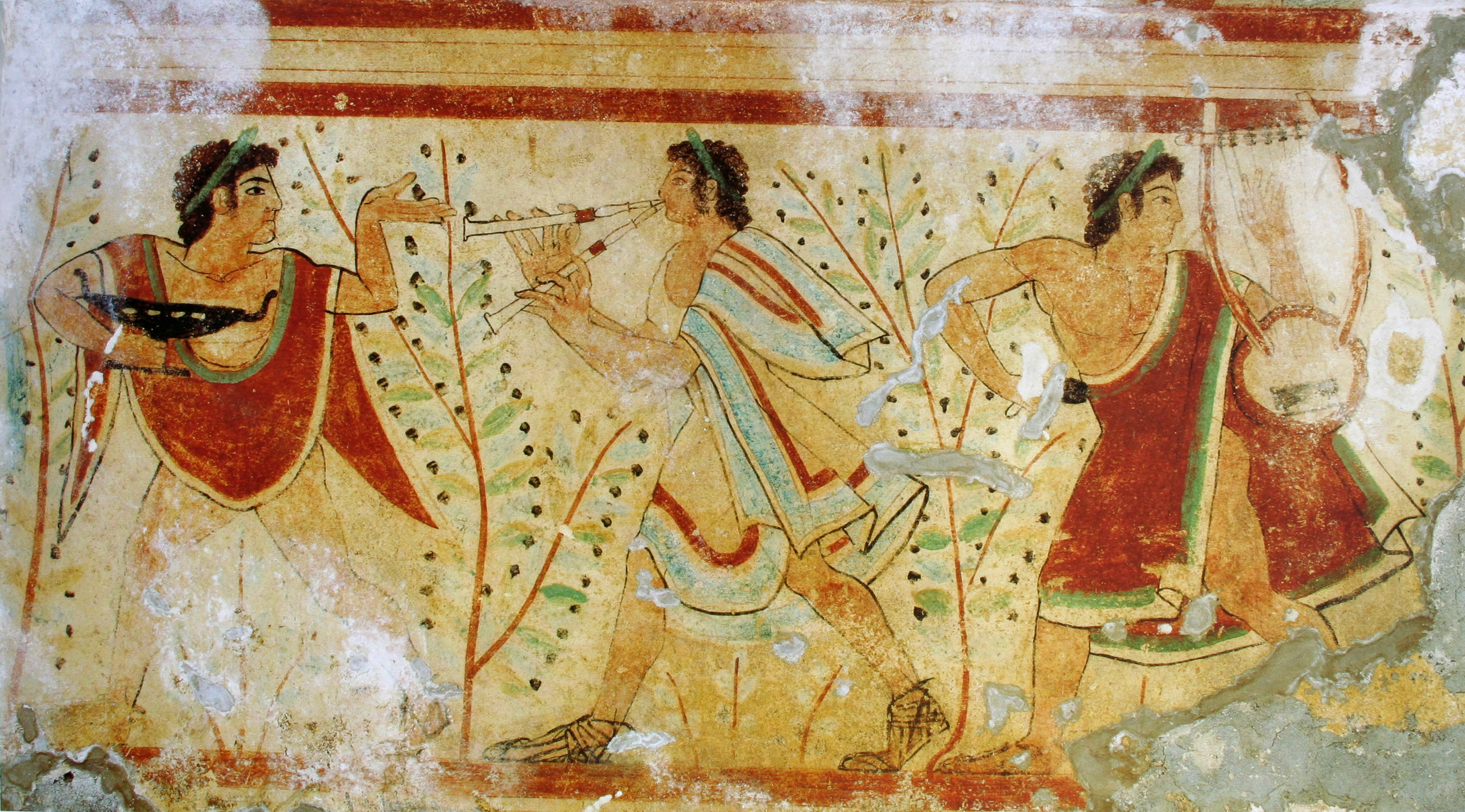
Szolgák és muzsikusok: freskórészlet a Leopárdos sírból

Míg Cerveteriben a sírok egyedülállóan változatos építészeti megoldásait csodálhatjuk, addig Tarquiniában a sírok díszítőelemei és freskói ejtenek ámulatba. Az i. e. 6–2. századokból ránk maradt halomsírok közül 150 sírkamrát falfestmények díszítenek. „A kőbe vésett sírokban temperatechnikával, közvetlenül a sziklafalra vagy agyagtapasztásra festettek, míg a mesterségesen épített falakon freskótechnikát is alkalmaztak.” A festmények kiemelt jelentőségét az adja, hogy a korabeli görög alkotások nagy része elpusztult – így az itt feltárt freskók egyedülálló tárgyi emlékekként adnak hű képet e korai korszak művészetéről. Sajnos a falfestmények száma fokozatosan csökken: a hermetikusan zárt helyen évszázadokon át érintetlenül fennmaradt alkotások a levegő páratartalmának és a látogatók „simogató” kíváncsiskodásának hatására rohamosan pusztulnak. A Tarquiniában korábban látogatható hatvan festett sír közül ma már csak húszban láthatók a korabeli festmények. A nekropolisz legérdekesebb síremlékei: a Madárjósok sírja, a Halászat és vadászat síremléke, a Zsonglőr sírboltja, az Oroszlános sír, a Bikák sírja, a Leopárdos síremlék, a Fenyítés síremléke és Orkusz síremléke.
A falakon megjelenített képek egyfelől a mindennapi élet jeleneteit ábrázolják: halászat, vadászat, tánc, halotti tor; másfelől a túlvilági életről alkotott fantáziaképek: mitológiai alakok, isteni és pokoli lények képei tárulnak elénk. „…Az etruszkok művészetét a görög művészet hosszú ideig befolyásolta. Csaknem hét évszázadon keresztül hatottak az etruszkokra a kis-ázsiai ión, majd a korinthoszi és az attikai, végül pedig a hellénisztikus alkotók. A görög művészetnek mindezek a megnyilvánulási formái termékeny megoldásokat adtak át az etruszkoknak… Ugyanakkor az etruszk művészet teljesen egyéni vonásokkal is bír. Figyelemre méltó a stilizálásra való törekvés, az élénk színek alkalmazása, a dinamikus ábrázolásmód.” A legkorábbi – i. e. 6. századi – alkotások az archaikus görög festészet hagyományait követik. A korszak szép példáját látjuk az i. e. 530 körül épített Bikák sírja és a Madárjósok sírja freskóin, továbbá az i. e. 5. századi Oroszlános sír vagy a Leopárdos síremlék ragyogóan színezett lakoma-, játék- és táncjelenetein. Később – kb. az i. e. 4. századtól – eltűnnek a körvonalak, megjelenik az árnyalás és a perspektíva, így az alakok elevenebbé, a formák életszerűbbé válnak.

### A Halászat és vadászat síremléke
A festményei után Halászat és vadászat síremléke (olaszul: Tomba della Caccia e Pesca) néven ismert sírt 1873-ban fedezték fel. Az i. e. 6. század utolsó negyedében emelt építmény két kamrából áll. Az első terem középső mennyezeti gerendáját vörösre festették, a falait fák között táncoló alakok képei díszítik. Az innen nyíló belső sírkamra hátsó falán található a névadó freskó, amely egy tengeren ringó halászhajót ábrázol: a tengerben delfinek úsznak, felettük csapatokban madarak keringenek; a parti szikláról meztelen férfiak fejest ugranak a vízbe; a parton álló férfi parittyával a madarakra vadászik. A tengeri kép fölötti oromzaton vidám lakomajelenet látható, középpontjában egy félkönyökre támaszkodva fekvő házaspár, körülöttük meztelen szolgák és zenészek.
A sír festményeinek állaga sajnos erősen romlik; ugyanakkor a témájával, valamint az ábrázolt jelenetek szín- és életvidámságával egyedülálló a feltárt falfestmények között. Általánosan elfogadott, hogy az etruszk életfelfogás a festészetben fejeződött ki a legszabadabban.

### Leopárdos síremlék
A Leopárdos síremléket (olaszul: Tomba dei Leopardi) 1875-ben tárták fel. Az i. e. 5. század első felében épült sír mindössze egyetlen, 4×4 méteres teremből áll, aminek a falait és a mennyezetét is teljesen beborító festmény élénk színeivel és dinamikus jeleneteivel az etruszk festészet talán legismertebb mintapéldája.
A központi festmény három pár (kettő egy férfi és egy nő, a harmadik két férfi) lakomáját örökíti meg. Az alakok az ókoriak étkezési szokásainak megfelelő ábrázolásban félkönyökre támaszkodva, félig ülő testtartásban láthatóak. Körülöttük szolgálók, zenészek, táncosok vidám képei. Rendkívül érdekes a ruhák változatossága, valamint az egymás felé forduló, profilból ábrázolt központi alakok portréinak a hasonlósága. Jól megfigyelhető a nők testének fehér, illetve a férfitestek vöröses színezése, ami az archaikus ábrázolások egyik fő jellemzője.
Az oromzaton – elegánsan, a sír tetőzetéhez illeszkedve – két karcsú leopárd látható. A festményeken megörökített növények, stilizált pálmák, nádas, harangvirágok és gránátalmavirágok a természetábrázolás rendkívül érdekes motívumai.
Tarquinia nekropoliszának leletei a római Nemzeti Etruszk Múzeumban és a Tarquiniai Nemzeti Múzeumban láthatók.